# Inlegkruisje

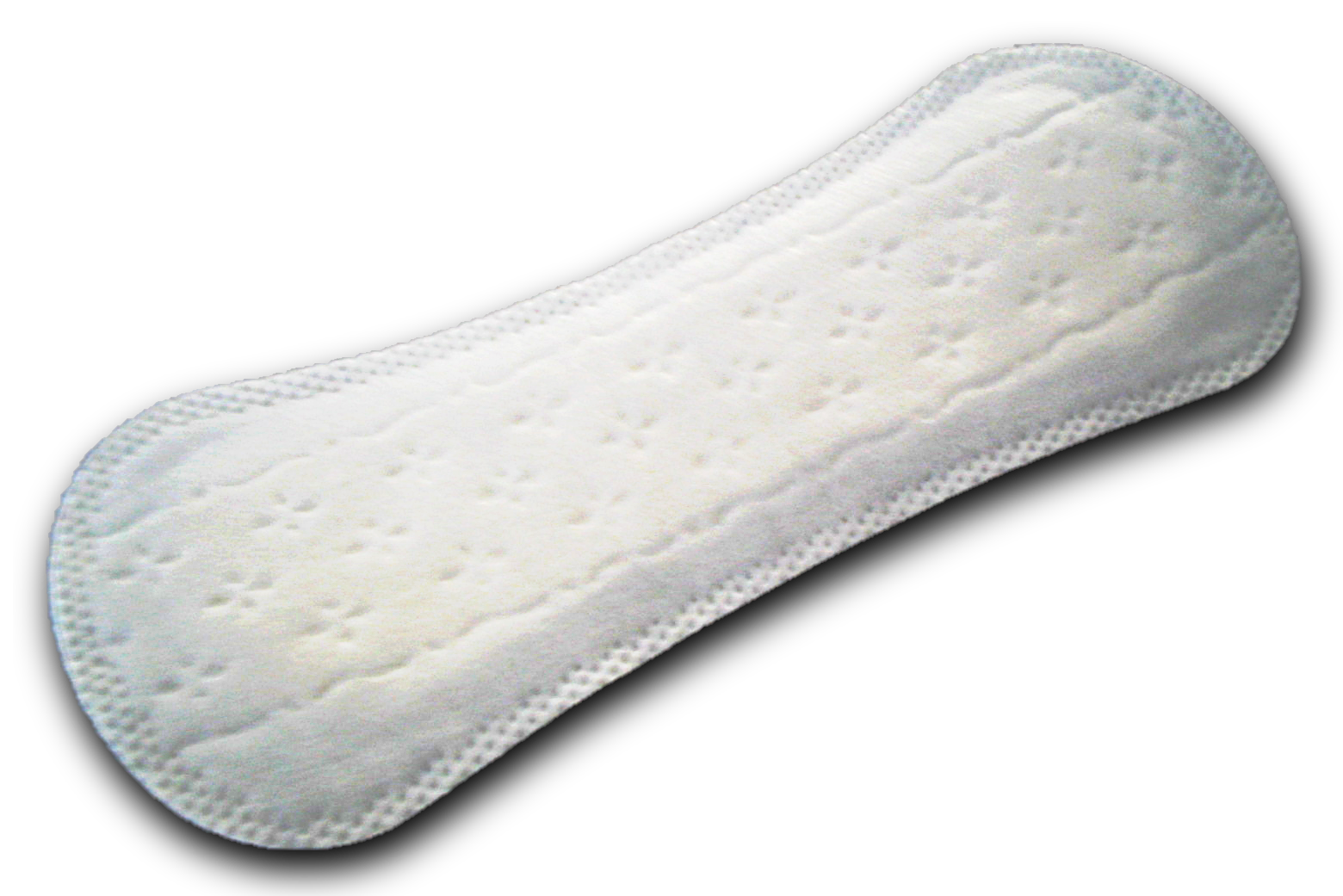
Inlegkruisje

Een inlegkruisje is een dunne vorm van het klassieke maandverband, dat door vrouwen in de onderbroek gedragen wordt op de dagen waarop men niet, of licht menstrueert. Het inlegkruisje dient om de natuurlijke afscheidingen van de vagina of een paar druppels urine op
te vangen. Tijdens de menstruatie kan een inlegkruisje gedragen worden samen met een tampon, softcup of menstruatiecup. Uit een enquête gehouden door een Nederlandstalig vrouwenblad in 1994, bleek dat 31,6% van de vrouwen inlegkruisjes draagt (waarvan 6,2% meestal en 25,4% soms).

## Tampontaks
Tampontaks is de btw die wordt geheven op tampons, maandverband en inlegkruisjes. In veel landen worden acties ondernomen om de tampontaks af te schaffen. Tampons en maandverband zijn immers geen luxe-producten, maar noodzakelijke producten die iedereen die menstrueert nodig heeft. In de ogen van tegenstanders van de tampontaks vergroot deze belasting de ongelijkheid tussen mannen en vrouwen.